# جیمز فلیت
جیمز فلیت (انگلیسی: James Fleet؛ زادهٔ ۱۱ مارس ۱۹۵۴) هنرپیشه اهل بریتانیا است. وی از سال ۱۹۷۹ میلادی تاکنون مشغول فعالیت بوده‌است.
از فیلم‌ها یا برنامه‌های تلویزیونی که وی در آن نقش داشته است، می‌توان به شبح اپرا، عقل و احساس، شارلوت گری، چهار عروسی و یک تشییع جنازه، آقای ترنر، افسانه‌های واهی، توپ سیاه، وکلای مدافع و عشق و دوستی اشاره کرد.